# Xã Kinkaid, Quận Jackson, Illinois
Xã Kinkaid (tiếng Anh: Kinkaid Township) là một xã thuộc quận Jackson, tiểu bang Illinois, Hoa Kỳ. Năm 2010, dân số của xã này là 486 người.